# Eston Nab
Eston Nab är en kulle i Storbritannien.   Den ligger i kommunen Redcar and Cleveland och riksdelen England, i den centrala delen av landet, 300 km norr om huvudstaden London. Toppen på Eston Nab är 239 meter över havet.